# 中華民國與馬其頓共和國建交案
中華民國與馬其頓共和國建交案（簡稱馬其頓建交案），是指1999年中華民國欲與馬其頓共和國（現更名為北馬其頓共和國）建立外交關係的金援外交事件。

## 時間軸
胡志強時任中華民國外交部部長，完成中華民國和馬其頓建交，並且答應金援馬其頓1億5,000萬美元。在胡任內支付了1億4,500萬美元，而陳水扁擔任中華民國總統後付了最後的500萬美元，但邦交維持不過兩年（1999年－2001年）。
由於此次建交是馬其頓共和國總理跟中華民國建交，但是馬其頓共和國總統不同意。因此，當時的行政院長蕭萬長到馬其頓訪問，更見不到馬其頓總統。從建交到斷交這兩年半時間，中華民國派任的駐馬其頓大使始終無法呈遞交到任國書，因此建交關係名不符實。